# الموريتانيون في فرنسا
يتألف الموريتانيون في فرنسا من المهاجرين من موريتانيا وأحفادهم الذين يعيشون ويعملون في فرنسا. هم من الشتات من أفريقيا جنوب الصحراء في فرنسا.

## الأصول
معظم الموريتانيين من شعب السننكي من وادي نهر السنغال، في أقصى جنوب موريتانيا. يوجد أيضا عدد كبير من الموريتانيين الذين ولدو في فرنسا.

## شخصيات
- عمر سي